# Какань (община)
Община Какань (босн. и хорв. Opština Kakanj, серб. Општина Какањ) — боснийская община, расположенная в центральной части Федерации Боснии и Герцеговины. Административным центром является город Какань.

## Население
Первая перепись населения состоялась 31 января 1921 в Високском срезе: в нём проживали 33808 человек (без учёта села Луке). Большинство населения составляли сербы и хорваты при 450 жителях, назвавших себя цыганами. Из 1489 семей по вероисповеданию 842 назвали себя мусульманами, 372 — православными, 275 — католиками. По данным переписи населения 1991 года, в общине проживали 46160 человек из 88 населённых пунктов. Плотность населения составляла 197,32 чел./км². Из них 14140 человек проживали в городе Високо, 31990 — в других городах общины.

## Населённые пункты
Алагичи, Басташичи, Башичи, Бичер, Биеле-Воде, Биело-Поле, Билешево, Бистрик-Црквењак, Биштрани, Бьелавичи, Босна, Брежани, Брнь, Брниц, Буковле, Црнач, Чатичи, Данци, Десетник, Добой, Донья-Папратница, Доньи-Баневац, Доньи-Какань, Доньи-Лучани, Драчичи, Дриен, Дубово-Брдо, Думанац, Гора, Горня-Папратница, Горни-Баневац, Горни-Лучани, Говедовичи, Градац, Гроце, Халиновичи, Халиничи, Хаусовичи, Ходжичи, Храсно, Храстовац, Ивница, Явор, Еховина, Еревице, Езеро, Какань, Караула, Караулско-Поле, Кланац, Конджило, Копривница, Кралевска-Сутьеска, Кршевац, Кучичи, Куявче, Липница, Лучичи, Луково-Брдо, Марийина-Вода, Милячичи, Миочи, Модрине, Мрамор, Нажбиль, Обре, Папратно, Павловичи, Педичи, Подбьелавичи, Подборье, Поляни, Полице, Попе, Попржена-Гора, Ратань, Рибница, Ричица, Роин-Поток, Сарановичи, Себине, Семетиш, Сеоце, Слагошчичи, Слапница, Сливань, Сливнице, Сопотница, Старпосле, Суботине, Термоелектрана, Тешево, Тичичи, Тршче, Тураличи, Турбичи, Вараличи, Велики-Трновци, Видуша, Вртлиште, Вукановичи, Заграче, Згошча, Злокуче, Железничка-Станица-Какањ, Живали.